# Миништы
Миништы́ (баш. Миңеште) — село в Дюртюлинском районе Башкортостана, входит в состав Маядыковского сельсовета.

## Население
| 2002 | 2009 | 2010 |
| ---- | ---- | ---- |
| 569  | ↗627 | ↘561 |

Согласно переписи 2002 года, преобладающие национальности — башкиры (68 %), татары (30 %).

## Географическое положение
Расстояние до:
- районного центра (Дюртюли): 34 км,
- ближайшей ж/д станции (Янаул): 105 км.

## Религия
В селе строится мечеть.

## Известные уроженцы
- Наджми, Назар Назмутдинович (1918—1999) — народный поэт Башкортостана.